# Chris Lakeman
Chris Lakeman (* 1979 in Aurora, Illinois) ist ein ehemaliger US-amerikanischer Turner und heutiger Trainer.

## Werdegang
Lakeman begann erst im Alter von 14 Jahren mit dem Turnen. 2000 (andere Quellen sprechen von 2001) wurde er US-Meister an den Ringen.
Noch während seiner aktiven Laufbahn sammelte Lakeman erste Erfahrungen als Trainer und Übungsleiter. Von 2002 bis 2013 trainierte er die South Florida Gymnastics. 2013 ging er nach Australien, wo er zuletzt die Barron Valley Gymnastics in Cairns trainierte.
Im Dezember 2016 unterschrieb Lakeman einen Vierjahresvertrag als Cheftrainer der Kunstturn Region Karlsruhe und damit der TG Karlsruhe-Söllingen in der Deutschen Turnliga (DTL). Er trat damit die Nachfolge von Tatjana Bachmayer an. Unter dem neuen Trainer erreichte die TG Karlsruhe-Söllingen 2017 erneut das DTL-Finale, verpasste aber auch 2017 nach bereits vier Vizemeister-Titeln in Folge erneut den Sieg.